# Women’s World Championship
Die Women’s World Championship (zu deutsch Weltmeisterschaft der Frauen) ist einer der beiden wichtigsten Frauen Wrestlingtitel der US-amerikanischen Promotion World Wrestling Entertainment (WWE), der an weibliche Wrestler des Raw-Rosters vergeben will. Der Titel ist neben der WWE Women’s Championship einer von zwei Frauen-Weltmeistertiteln in der WWE. Der Titel ist aktuell vakant.
Der Titel wurde in der SmackDown-Folge vom 23. August 2016 als Gegentitel zum damaligen WWE Women’s Championship als SmackDown Women’s Championship enthüllt, der aufgrund des 2016 Drafts exklusiv zu Raw wechselte. Der Titel wurde nach der Krönung der ersten Titelträgerin Becky Lynch umbenannt. Die Women’s World Championship wurde im Main Event von drei Pay-per-View-Events verteidigt, darunter auch beim Flaggschiff-Event der WWE WrestleMania im Jahr 2019 und im Jahr 2021. Es war auch der erste Wrestling Frauentitel, der in Saudi-Arabien verteidigt wurde.

## Geschichte

### Einführung als WWE SmackDown Women’s Championship
Am 25. Mai 2016 gab die WWE auf einer Pressemitteilung bekannt, dass die als Rostersplit oder Brand Extension bezeichnete Teilung des WWE-Kaders, die 2002 eingeführt und Ende 2011 eingestellt worden war, im Zuge der künftig dauerhaften Live-Ausstrahlung von SmackDown zurückkehren wird. Der WWE Draft fand am 19. Juli 2016 bei der ersten Live-Ausgabe von SmackDown statt. Nachdem Charlotte und mit ihr auch die WWE Women’s Championship zu Raw gedraftet worden war, blieb SmackDown ohne einen Frauentitel.
Einen Tag nach dem SummerSlam 2016 gab Daniel Bryan, General-Manager von SmackDown auf Twitter bekannt, dass ein neuer Frauentitel für die Women’s Division des SmackDown-Rosters eingeführt werden wird. Bei der SmackDown-Ausgabe am 23. August 2016 präsentierten Daniel Bryan und der SmackDown-Commissioner Shane McMahon die Smackdown Women’s Championship. Am selben Abend gaben sie bekannt, dass die erste Titelträgerin am 11. September 2016 bei der SmackDown-Großveranstaltung Backlash in einer Six-Pack-Elimination-Challenge zwischen Alexa Bliss, Becky Lynch, Carmella, Naomi, Natalya und Nikki Bella ermittelt werden wird. Am 11. September 2016 gewann Becky Lynch die Six-Pack-Challenge und krönte sich somit zur ersten SmackDown Women’s Champion.
Am 16. Dezember 2018 verteidigte Becky Lynch den Titel gegen Charlotte Flair und Asuka im Pay-Per-View-Hauptkampf von TLC: Tables, Ladders & Chairs. Das Match, das Asuka für sich entscheiden konnte, war das erste Tables-Ladders-Chairs-Match der Women’s Division. Flair verteidigte den Titel in einem Winner-Takes-All-Triple-Threat-Match gegen Raw Women’s Champion Ronda Rousey und Becky Lynch. Dieses Match was Lynch für sich entscheiden konnte, war der erste Hauptkampf der Frauen bei WrestleMania.

### Umbenennung in Women’s World Championship
Nach der Draft 2023 wechselten die Titel der Raw und der SmackDown Women’s Championship die Shows und es gab keine Titeländerungen für beide Meisterschaften, bevor die Draft-Ergebnisse am 8. Mai in Kraft traten. Das Problem, dass die SmackDown Women’s Championship bei Raw verteidigt werden sollte, wurde dann in der Raw-Folge vom 12. Juni 2023 gelöst. In dieser Nacht enthüllte WWE-Offizieller Adam Pearce einen neuen Titelgürtel für die amtierende Titelträgerin Rhea Ripley, woraufhin der Titel in Women’s World Championship umbenannt wurde. Dies geschah kurz nachdem die Raw Women’s Championship am 9. Juni wieder ihren ursprünglichen Namen WWE Women’s Championship erhielt.

## Titeldesign
Als SmackDown Women’s Championship wurde der Titel durch einen Gürtel dargestellt, der das gleiche „Network-Logo“-Design wie die WWE Women’s Championship verwendete, mit dem einzigen Unterschied, dass der Hintergrund der Mittelplatte und die Weltkugeln der Standardseitenplatten blau waren (wie im Gegensatz zu Rot), um die Exklusivität für SmackDown zu symbolisieren. Wie auch bei der WWE Women’s Championship verfügte jede Seitenplatte über den gleichen abnehmbaren Mittelteil, das mit dem Logo des Champions individuell gestaltet werden konnte. Während Naomis zweiter Regentschaft als SmackDown Women’s Champion wurden beispielsweise passend zu ihrem „Glow“-Gimmick Streifen aus mehrfarbigen LED-Lichtern in verschiedenen Farben um den Umriss des WWE-Logos und den Umriss des Gürtels angebracht.
Als der Titel im Juni 2023 zur Women’s World Championship wurde, übernahm er ein nahezu identisches Design wie die World Heavyweight Championship der Männer, wenn auch kleiner, mit einem weißen Gurt und einem kleinen Banner über dem „World“-Banner mit der Aufschrift „Women’s“. Die anpassbaren Seitenplatten bleiben ebenfalls erhalten.

## Regentschaften
Es gab insgesamt 31 Regentschaften zwischen 14 Champions und 3 Vakant. Becky Lynch war die erste Titelträgerin. Charlotte Flair hat mit sieben die meisten Regentschaften. Bayleys zweite Regentschaft und Rhea Ripleys erste Regentschaft sind mit 380 Tagen die längsten, während Flairs vierte Regentschaft mit 4 Minuten und 55 Sekunden die kürzeste ist. Bayley hält mit 520 Tagen auch den Rekord für die längste kombinierte Regentschaft. Asuka ist die älteste Titelträgerin und gewann den Titel mit 37 Jahren, während Alexa Bliss mit 25 Jahren die Jüngste ist.

### Liste der Titelträger
| #  | Titelträger     | Nr. | Tage | Datum              | Ort                        | Veranstaltung                               | Anmerkung |
| -- | --------------- | --- | ---- | ------------------ | -------------------------- | ------------------------------------------- | --- |
| 1  | Becky Lynch     | 1   | 84   | 11. September 2016 | Richmond, Virginia         | Backlash                                    | Der Titel wurde exklusiv für SmackDown eingeführt, nachdem die WWE Women’s Championship exklusiv zu Raw wechselte. Lynch besiegte Alexa Bliss, Carmella, Naomi, Natalya und Nikki Bella in einer Six-Pack-Challenge, um den neu eingeführten Titel zu gewinnen. |
| 2  | Alexa Bliss     | 1   | 70   | 4. Dezember 2016   | Dallas, Texas              | TLC: Tables, Ladders & Chairs               | Dies war ein Tables-Match. |
| 3  | Naomi           | 1   | 9    | 12. Februar 2017   | Phoenix, Arizona           | Elimination Chamber                         | |
| —  | Titel vakant    | —   | <1   | 21. Februar 2017   | Ontario, Kalifornien       | SmackDown Live                              | Der Titel wurde von Daniel Bryan für vakant erklärt, da es für Naomi, aufgrund einer erlittenen Knieverletzung, unmöglich war, den Titel innerhalb der erforderlichen 30 Tage zu verteidigen.                                                                   |
| 4  | Alexa Bliss     | 2   | 40   | 21. Februar 2017   | Ontario, Kalifornien       | SmackDown Live                              | Besiegte Becky Lynch, um den vakanten Titel zu gewinnen. |
| 5  | Naomi           | 2   | 140  | 2. April 2017      | Orlando, Florida           | Wrestlemania 33                             | Dies war eine Six-Pack-Challenge, in der auch Becky Lynch, Carmella, Natalya und Mickie James beteiligt waren. |
| 6  | Natalya         | 1   | 86   | 20. August 2017    | Brooklyn, New York         | Summerslam                                  | |
| 7  | Charlotte Flair | 1   | 147  |                    | 14. November 2017          | Charlotte, North Carolina                   | SmackDown Live |
| 8  | Carmella        | 1   | 131  | 10. April 2018     | New Orleans, Louisiana     | SmackDown Live                              | Löste ihren Money in the Bank-Koffer ein. |
| 9  | Charlotte Flair | 2   | 28   | 19. August 2018    | Brooklyn, New York         | SummerSlam                                  | Dies war ein Triple Threat Match, an dem auch Becky Lynch beteiligt war. |
| 10 | Becky Lynch     | 2   | 91   | 16. September 2018 | San Antonio, Texas         | Hell in a Cell                              | |
| 11 | Asuka           | 1   | 100  | 16. Dezember 2018  | San José, California       | TLC: Tables, Ladders & Chairs               | Dies war ein Triple Threat Tables, Ladder & Chairs Match, an dem auch Charlotte Flair beteiligt war. |
| 12 | Charlotte Flair | 3   | 12   | 26. März 2019      | Uncasville, Connecticut    | SmackDown Live                              | |
| 13 | Becky Lynch     | 3   | 42   | 7. April 2019      |                            | East Rutherford, New Jersey WrestleMania 35 | Dies war ein Triple Threat Winner Take All Match, bei dem auch der Raw Women’s Championship von Ronda Rousey auf dem Spiel stand. Somit ist Lynch die erste Women’s Championesse beider Roster.                                                                 |
| 14 | Charlotte Flair | 4   | <10  | 19. Mai 2019       | Hartford, Connecticut      | Money in the Bank                           | |
| 15 | Bayley          | 1   | 140  | 19. Mai 2019       | Hartford, Connecticut      | Money in the Bank                           | Löste ihren Money in the Bank-Koffer ein. |
| 16 | Charlotte Flair | 5   | 5    | 6. Oktober 2019    | Sacramento, California     | Hell in a Cell                              | |
| 17 | Bayley          | 2   | 380  | 11. Oktober 2019   | Las Vegas, Nevada          | SmackDown                                   | Längste Regentschaft der Titelhistorie |
| 18 | Sasha Banks     | 1   | 167  | 25. Oktober 2020   | Orlando, Florida           | Hell In A Cell                              | Dies war ein Hell in a Cell Match. |
| 19 | Bianca Belair   | 1   | 133  | 10. April 2021     | Tampa, Florida             | WrestleMania 37                             | |
| 20 | Becky Lynch     | 4   | 62   | 21. August 2021    | Las Vegas, Nevada          | SummerSlam 2021                             | |
| 21 | Charlotte Flair | 6   | 198  | 22. Oktober 2021   | Wichita, Kansas            | SmackDown                                   | Sie tauschte den Titel gegen die Raw Women’s Championship, nachdem sie durch den Draft zu SmackDown gewechselt ist. |
| 22 | Ronda Rousey    | 1   | 55   | 8. Mai 2022        | Providence, Rhode Island   | WrestleMania Backlash                       | Dies war ein I Quit-Match. |
| 23 | Liv Morgan      | 1   | 98   | 2. Juli 2022       | Las Vegas, Nevada          | Money in the Bank                           | Löste ihren Money in the Bank Contract ein. |
| 24 | Ronda Rousey    | 2   | 83   | 8. Oktober 2022    | Philadelphia, Pennsylvania | Extreme Rules                               | Dies war ein Extreme-Rules-Match. |
| 25 | Charlotte Flair | 7   | 92   | 30. Dezember 2022  | Tampa, Florida             | SmackDown                                   | |
| 26 | Rhea Ripley     | 1   | 380  | 1. April 2023      | Inglewood, Kalifornien     | WrestleMania 39 Night 1                     | Am 8. Mai 2023 wechselte der Titel zu Raw, nachdem Ripley von SmackDown zu Raw gedraftet wurde. Am 12. Juni 2023 wurde der Titel in Women’s World Championship umbenannt, nachdem Ripley die neue Version des Big-Gold-Belts überreicht worden ist.             |
| —  | Titel vakant    | —   | —    | 15. April 2024     | Montreal, Kanada           | Raw                                         | Aufgrund einer Armverletzung musste Rhea Ripley den Titel ablegen. |
| 27 | Becky Lynch     | 5   | 33   | 22. April 2024     | Columbus, Ohio             | Raw                                         | Gewann eine Battle Royal, an der insgesamt 14 Wrestlerinnen teilnahmen, um den vakanten Titel zu gewinnen. |
| 28 | Liv Morgan      | 2   | 226  | 25. Mai 2024       | Dschidda, Saudi-Arabien    | King and Queen of the Ring                  | [ 4 ] |
| 29 | Rhea Ripley     | 2   | 56   | 6. Januar 2025     | Los Angeles, Kalifornien   | Raw                                         | |
| 30 | Iyo Sky         | 1   | 131  | 3. März 2025       | Buffalo, New York          | Raw                                         | [ 5 ] |
| 31 | Naomi           | 3   | 35   | 13. Juli 2025      | Atlanta, Georgia           | Evolution (2025)                            | Löste ihren Money in the Bank Contract ein. |
| —  | Titel vakant    | —   | 2+   | 18. August 2025    | Philadelphia, Pennsylvania | Raw                                         | Aufgrund ihrer Schwangerschaft musste Naomi den Titel ablegen. |

## Regentschaften – absolut

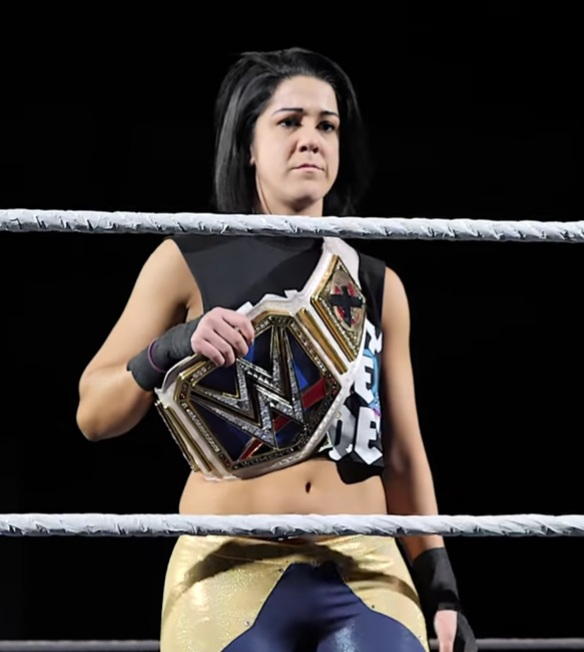
Bayley hielt den Titel zweimal für insgesamt 520 Tage.

| #  | Titelträger     | Nr. | Tage |
| -- | --------------- | --- | ---- |
| 1  | Bayley          | 2   | 520  |
| 2  | Charlotte Flair | 7   | 483  |
| 3  | Rhea Ripley     | 2   | 436  |
| 4  | Liv Morgan      | 2   | 324  |
| 5  | Becky Lynch     | 5   | 311  |
| 6  | Naomi           | 3   | 185  |
| 7  | Sasha Banks     | 1   | 167  |
| 8  | Ronda Rousey    | 2   | 138  |
| 9  | Bianca Belair   | 1   | 133  |
| 10 | Carmella        | 1   | 131  |
| 10 | Iyo Sky         | 1   | 131  |
| 12 | Alexa Bliss     | 2   | 110  |
| 13 | Asuka           | 1   | 99   |
| 14 | Natalya         | 1   | 86   |